# Mayenne (rivière)
Pour les articles homonymes, voir Mayenne.
La Mayenne est une rivière de l'Ouest de la France se situant dans les deux régions des pays de la Loire – principalement – et la Normandie, dans les trois départements de Maine-et-Loire, Mayenne et Orne. Elle est un affluent constitutif de la Maine, donc un sous-affluent de la Loire, ou un affluent direct de la Loire si l'on considère que la Maine et la Mayenne ne font qu'un, comme le traduit la proximité de leur nom et le fait que le mot Maine soit employé en amont de son confluent avec la Sarthe.

## Hydronymie
Le nom de Mayenne vient peut-être de la racine celte *mad (« faire irruption, se répandre »), ou du latin madere (« être mouillé, imbiber »), auquel s'ajoute le suffixe gaulois -uenna. L'ensemble signifierait « (eau) qui déborde », rappelant les eaux de la Loire qui remontent la rivière en période de crue. Le vocable de Mayenne provient très vraisemblablement du terme prélatin de * med-. Cela s'explique par la situation de cette rivière, dans son environnement, au « milieu », entre la Vilaine et la Sarthe. Cet hydronyme est également rencontré pour la Meyne, entre Eygues et Sorgue.
Il est à remarquer que la rivière de Mayenne porte encore aujourd'hui son ancien nom de Maine sur plusieurs points (Montreuil-sur-Maine, notamment).

## Géographie

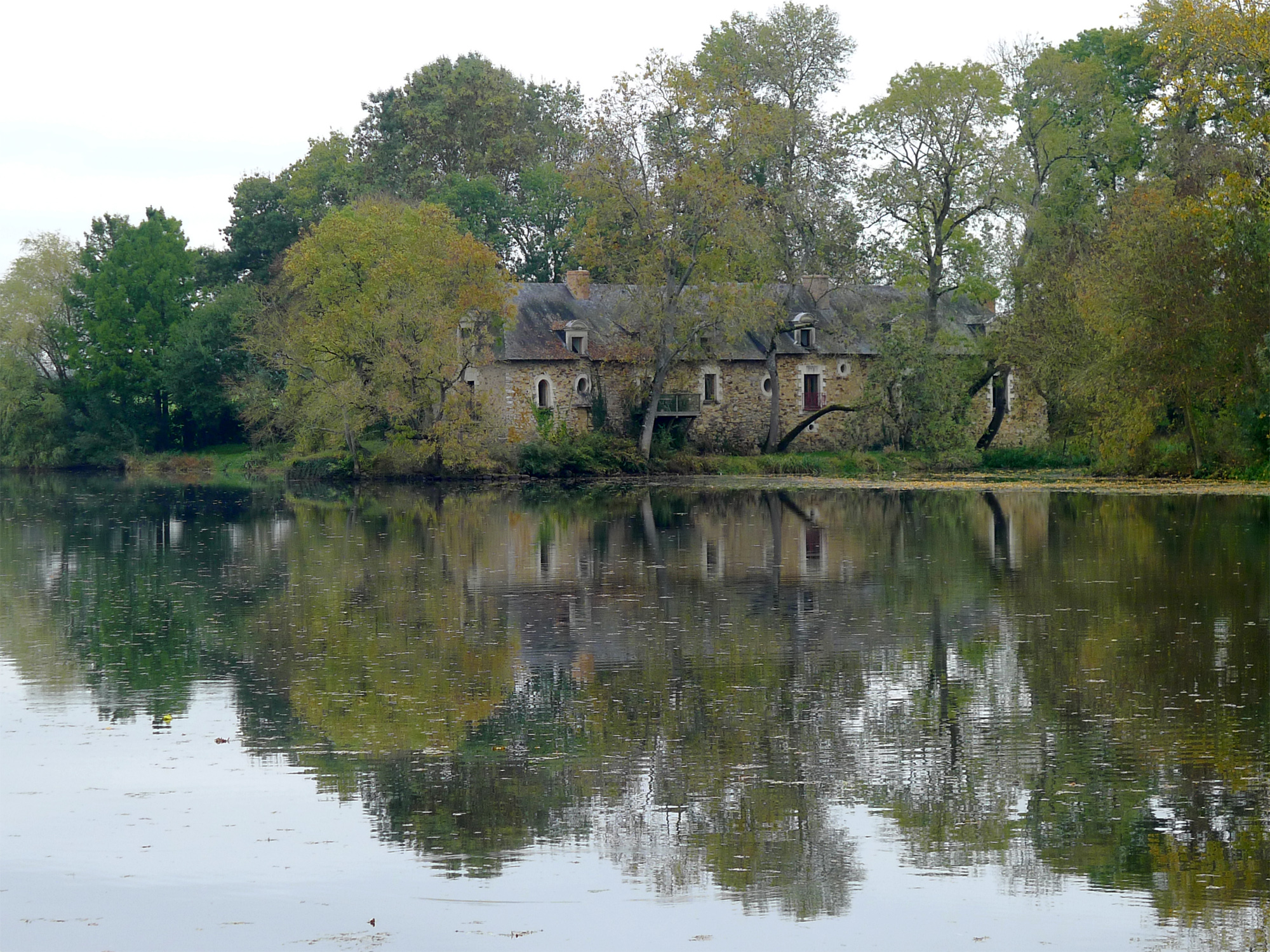
La Mayenne, entre le Lion d'Angers et Grez-Neuville.

De 202,6 km de longueur, elle prend sa source à 344 m d'altitude, sous le sommet du mont des Avaloirs, au lieu-dit la Noë Foumagère, à environ 15 km à l'ouest d'Alençon, dans l'Orne sur le territoire de la commune de Lalacelle. Selon certains auteurs et le Service d'administration nationale des données et référentiels sur l'eau, elle rejoint la Sarthe, avec laquelle elle forme la Maine, au nord d'Angers, en Maine-et-Loire. Selon d'autres, elle reçoit à Château-Gontier le nom local de Maine, comme l'atteste encore le nom du village de Montreuil-sur-Maine, et se jette sous ce nom dans la Loire à Bouchemaine, c'est-à-dire Bouche-Mayenne. Le mot Mayenne apparaît en outre en aval d'Angers sur la carte de l'état-major du XIXe siècle, et, en amont d'Angers, un ancien bras de la Mayenne porte le nom de Vieille Maine.

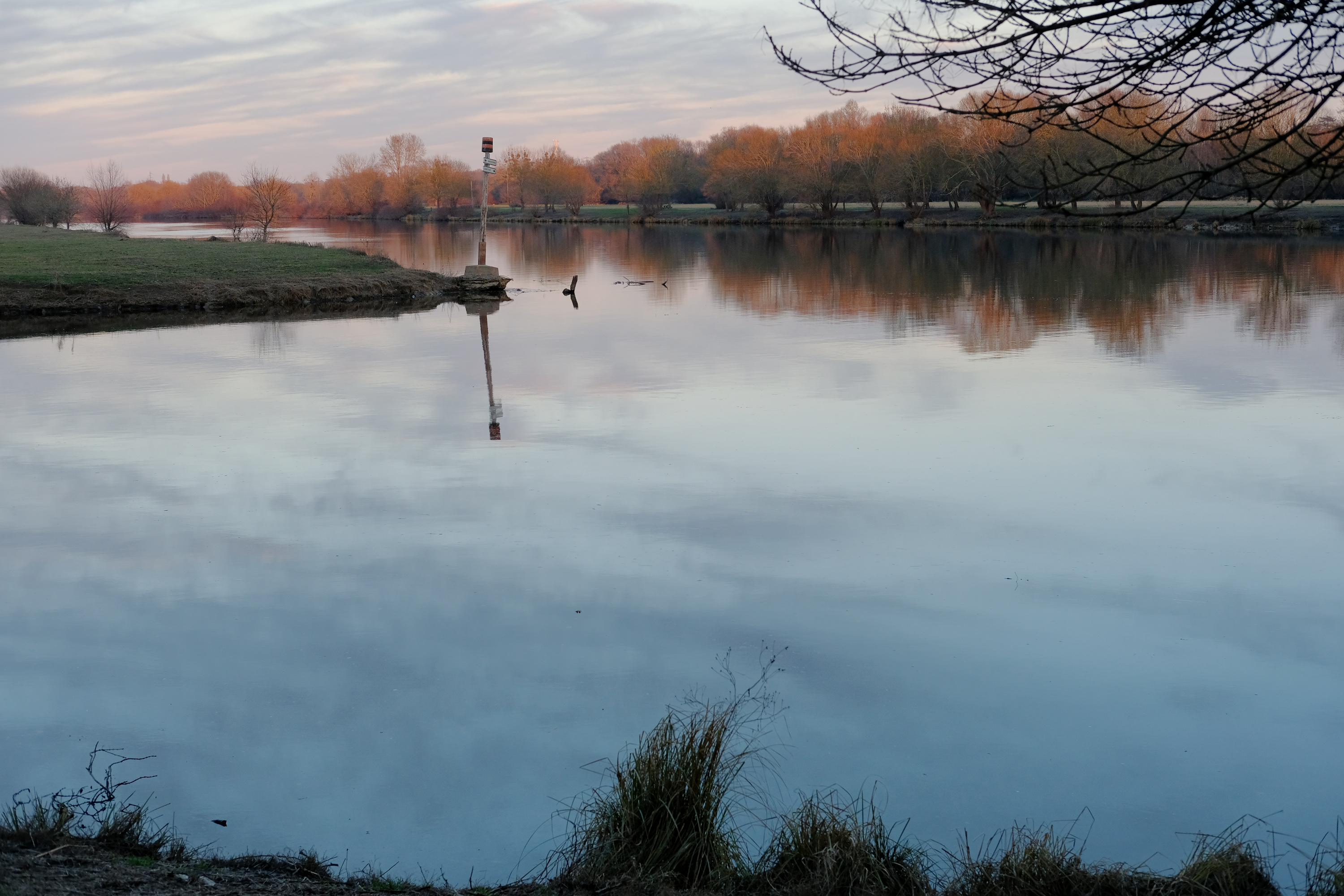
Le confluent de la Mayenne (en bas et à gauche) et de la Sarthe formant la Maine, au nord d'Angers.

Après sa naissance au pied du mont des Avaloirs à 344 mètres d'altitude, la Mayenne coule d'est en ouest et forme la limite administrative entre les départements de l'Orne et de la Mayenne de Neuilly-le-Vendin à Sept-Forges. Elle prend ensuite une direction nord-sud en pénétrant dans le département de la Mayenne où elle traverse les trois plus grosses villes du département qu'elle structure. Elle entre en Maine-et-Loire près de La Jaille-Yvon, et reçoit le fort affluent de l'Oudon, au-dessous du Lion-d'Angers. Au-delà de Cantenay-Épinard, elle conflue avec la Sarthe, grossie du Loir, et forme l'île Saint-Aubin en amont d'Angers. La réunion des deux cours d'eau donne naissance à la Maine (prononciation locale du nom Mayenne) qui passe à Angers et à Bouchemaine avant de se jeter dans la Loire à la Pointe.
De l'Évière à la Pierre Bécherelle, la rivière appartenait au domaine du chapitre Saint-Laud qui percevait les droits, affermait les bacs et faisait chaque année tirer la quintaine sous le château.

### Départements et principales villes traversés
- Orne : Juvigny Val d'Andaine.

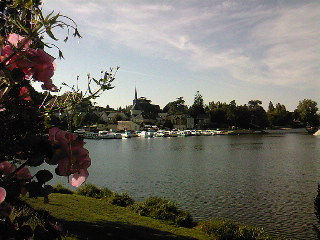
La Mayenne, l'église et le port de Neuville vue de Grez.

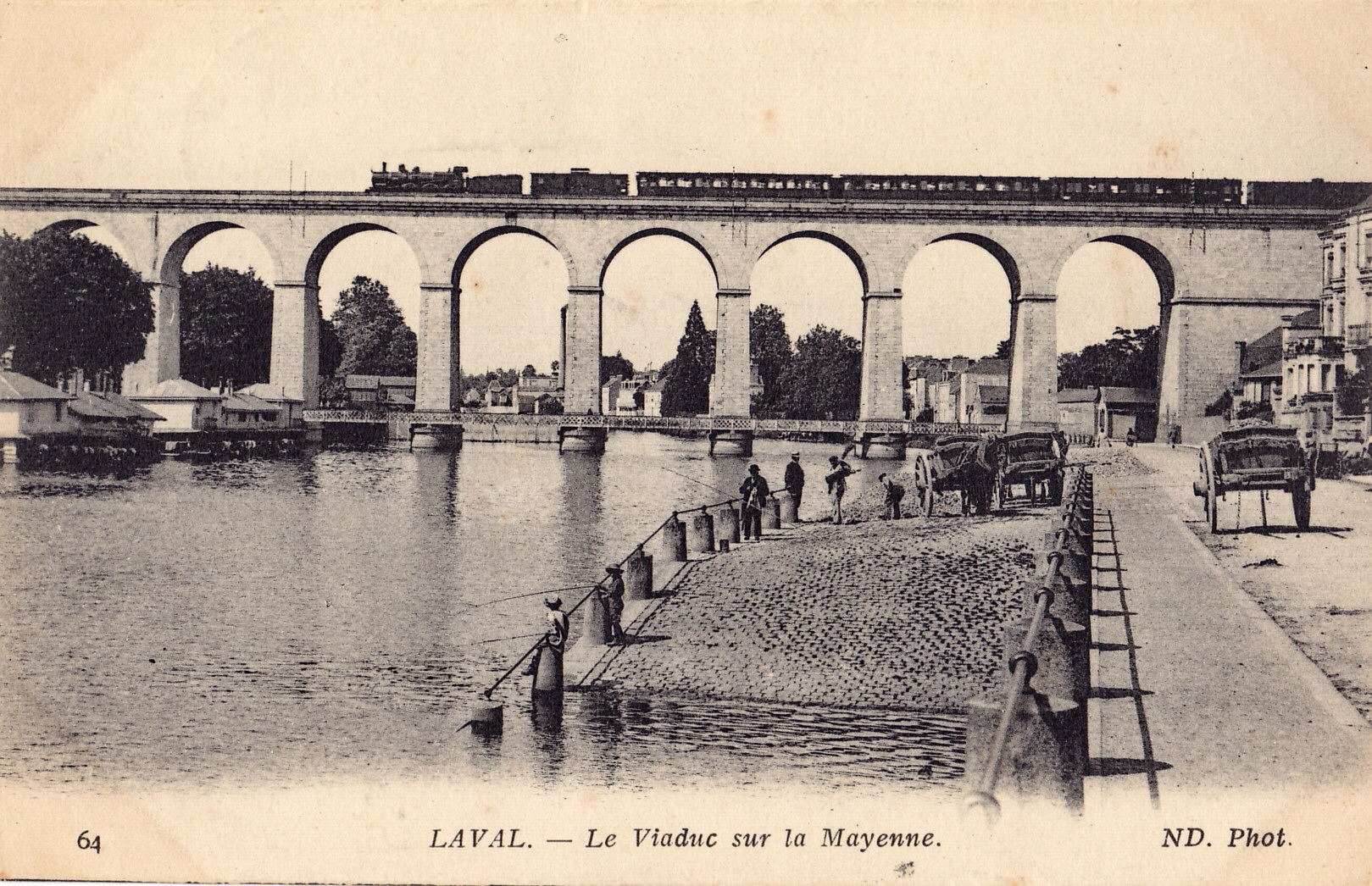
Le viaduc de Laval sur la Mayenne, au début du XXe siècle.

- Mayenne : Mayenne, Laval, Château-Gontier.
- Maine-et-Loire : Chenillé-Changé, Chambellay, Montreuil-sur-Maine, Le Lion-d'Angers, Grez-Neuville, Montreuil-Juigné, Cantenay-Épinard et Angers où elle rejoint la Sarthe au nord du territoire.

### Bassin versant
La Mayenne traverse trente-et-une zones hydrographiques pour un bassin versant de 22 185 km2.

## Affluents
Ses principaux affluents et sous-affluents sont (d'amont en aval) :
- la Doucelle, 9,4 km,
- l'Aisne, 27,3 km,
- la Gourbe, 24,4 km,
  - la Maure 12 km,
- la Vée, 23,7 km,
- la Varenne, 59,9 km,
  - la Halouze, 14,7 km,
  - l'Andainette, 12,6 km,
  - l'Égrenne, 36,7 km,
    - la Sonce, 16,8 km,
- la Colmont, 50,4 km,
- l'Aron, 36 km,
- l'Anxure, 15,4 km
- l'Ernée, 65,3 km,
- le Quartier, 20 km,
- la Jouanne, 58,2 km,
- le Vicoin, 46,7 km,
- l'Ouette, 35 km,
- le Béron, 20,6 km,
- l'Oudon, 103,3 km,
  - le Chéran, 30,2 km
  - l'Usure, 24,7 km
  - la Verzée, 52,1 km
    - l'Argos, 30,2 km,

## Navigation

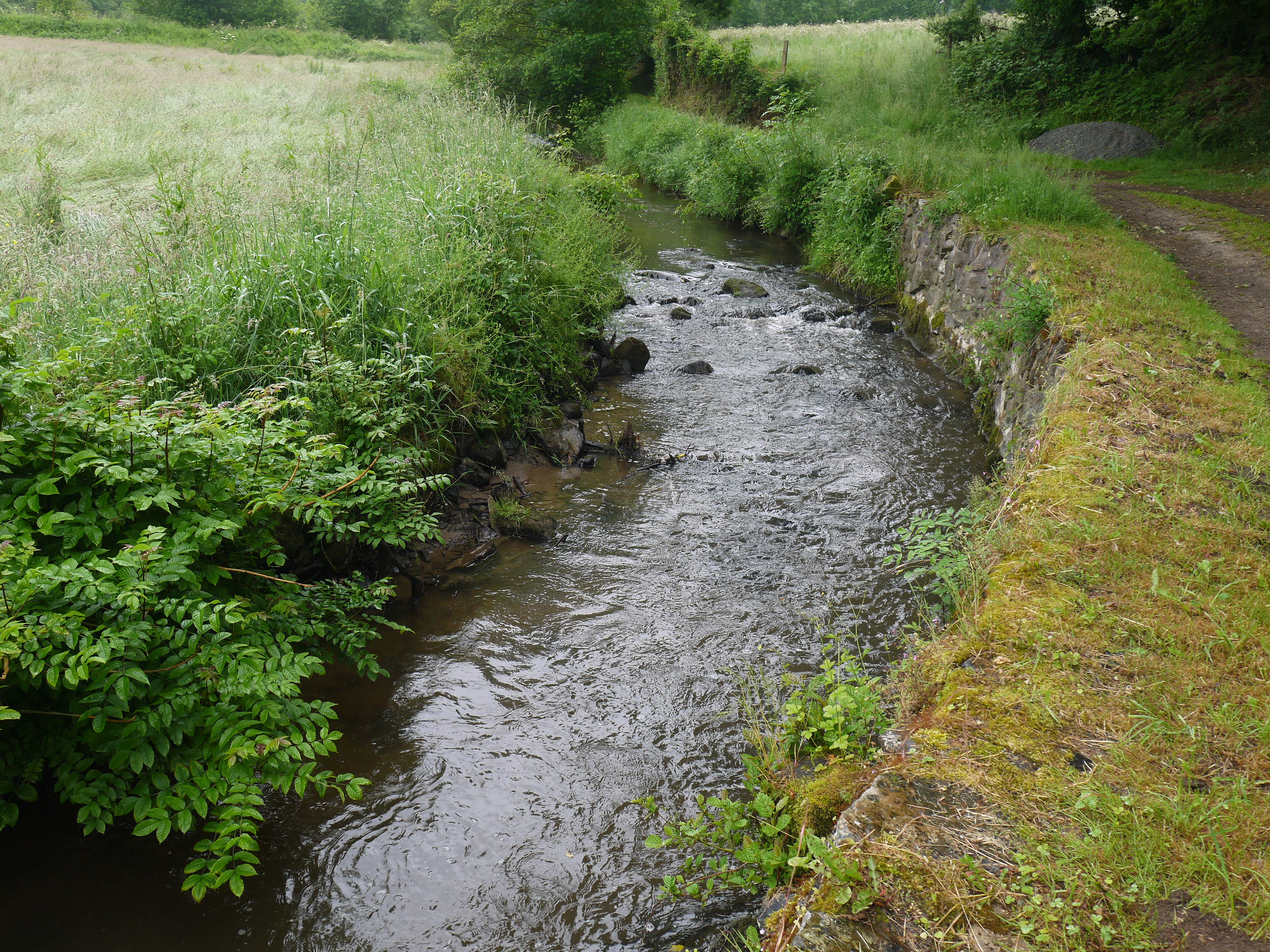
La Mayenne à Saint-Calais-du-Désert.

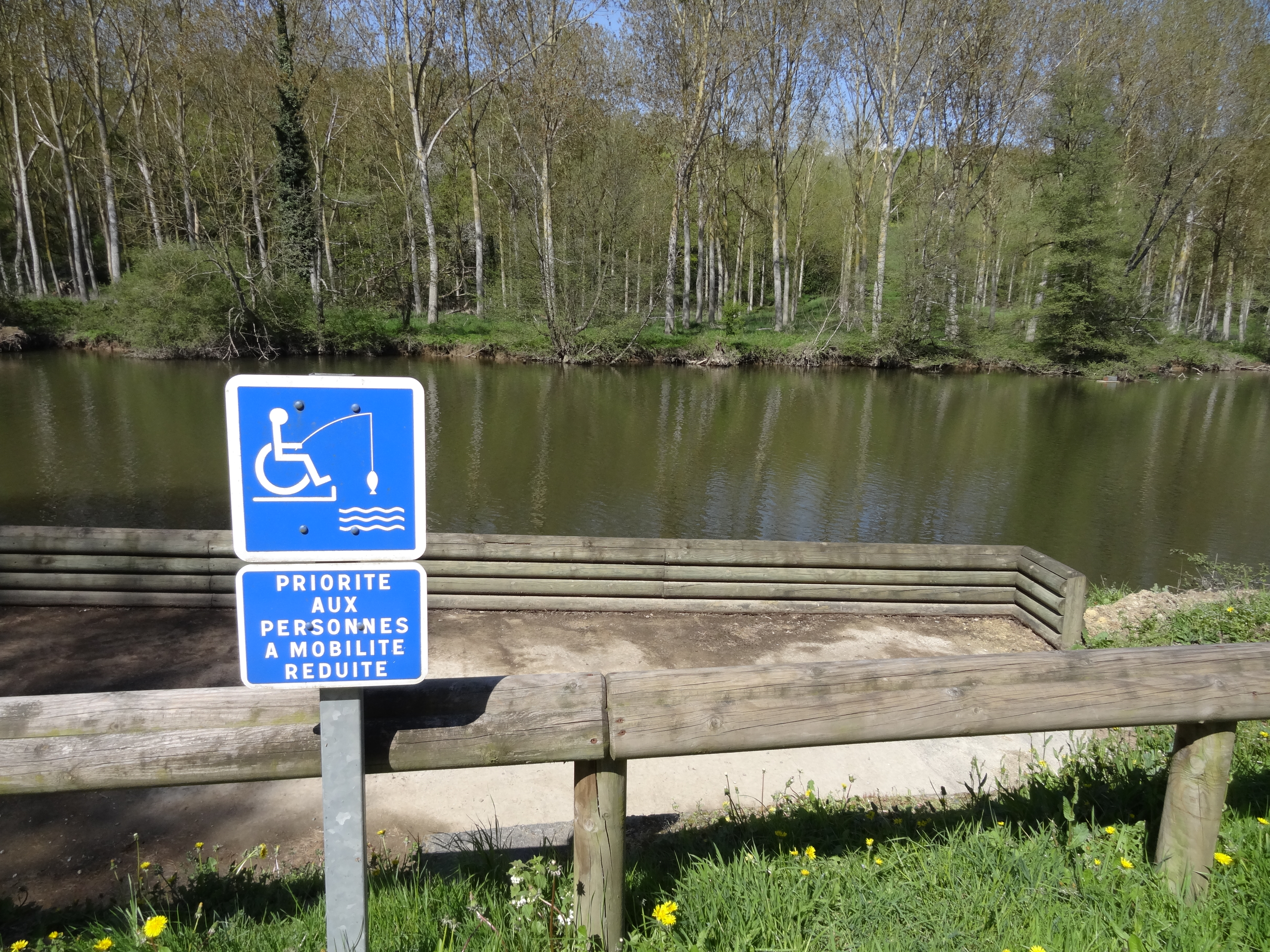
Zone spécialement aménagée pour permettre la pratique de la pêche aux personnes à mobilité réduite le long de la Mayenne, en France.

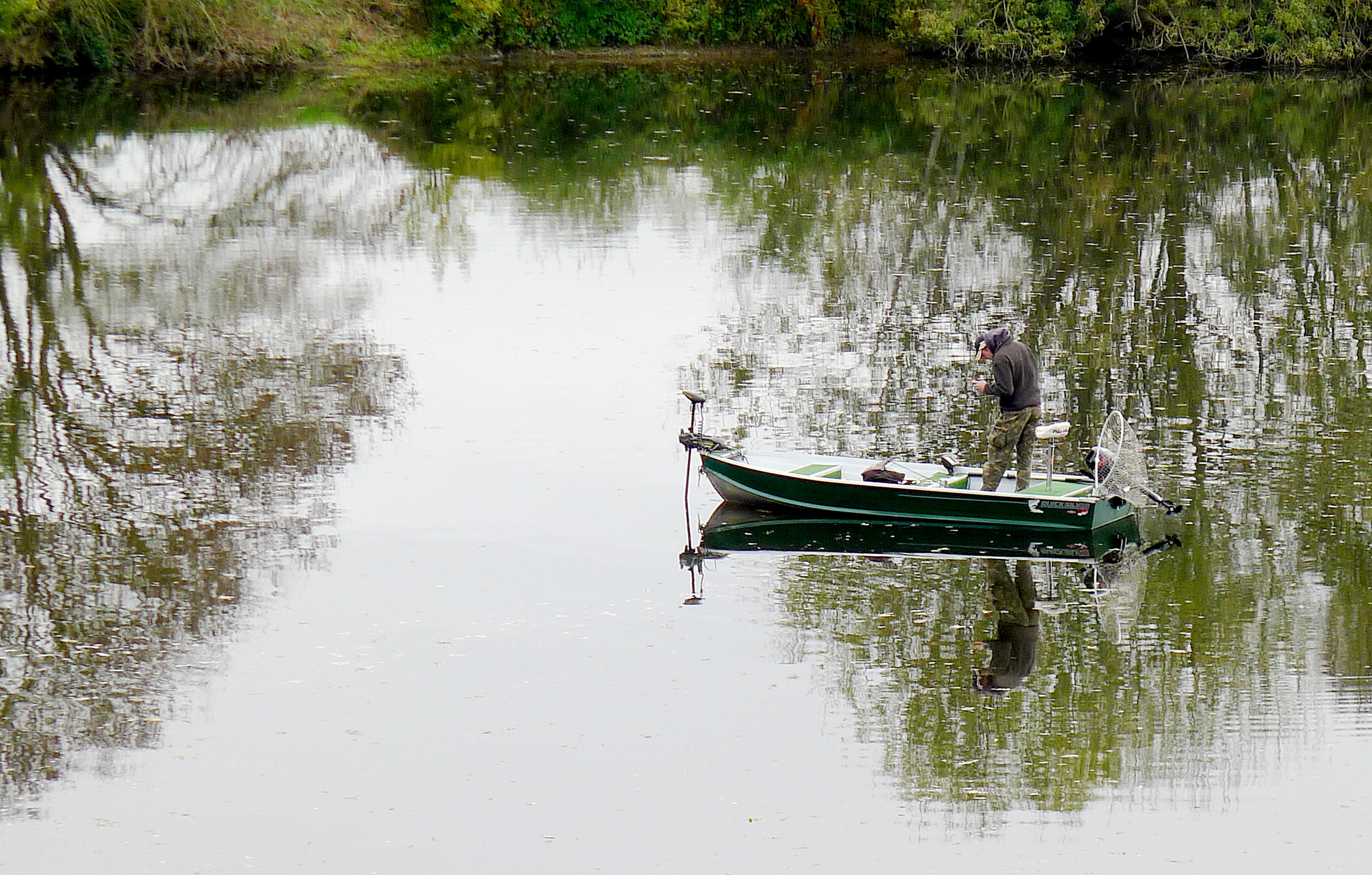
Pêche sur la Mayenne près du Lion-d'Angers.

La Mayenne était naturellement navigable dans sa partie sud entre Angers (confluent avec la Sarthe) et Château-Gontier mais la canalisation de la rivière au fil du temps a beaucoup amélioré les conditions de navigation. La canalisation commence au début du XVIe siècle par l'aménagement de pertuis entre Château-Gontier et Laval. Deux ordonnances de François Ier, en 1536 et 1537, prescrivent les opérations nécessaires à ce travail. Ces premiers travaux ont facilité l’exportation des productions locales (fer, toiles de lin) par la rivière vers la Loire, et le transport des vins dans le sens inverse. La canalisation de la partie nord de la rivière, entre Mayenne et Laval, est réalisée de 1847 à 1863 avec 20 barrages dotés d'écluses à sas et pour certains tronçons le creusement d'un canal de dérivation. En 1863, des travaux d'approfondissement du lit de la rivière furent entrepris près du lieu-dit gué de Saint-Léonard, au nord de Mayenne, livrant une masse considérable de monnaies... (qui) furent déposées pour étude au Cabinet des médailles en 1997.
La canalisation se termine par le remplacement de tous les pertuis situées au sud de Laval par 12 barrages à écluses entre 1853 et 1878. À noter que deux affluents de la Mayenne ont été également canalisés à la même époque, l'Oudon qui est navigable jusqu'à Segré et la Sarthe jusqu'au Mans. Au XIXe siècle, la Mayenne portait des bateaux dont la charge atteignaient parfois 130 tonnes, transportant surtout des matériaux de construction (pierres et bois), de l'anthracite provenant des mines de L'Huisserie, des grains, des fruits et des légumes. Des bateaux à vapeur sillonnaient son cours entre Château-Gontier et Angers. Pendant la seconde moitié du XXe siècle la navigation de commerce a cédé la place à la plaisance.
Le projet fut lancé en 1783 de rendre navigable la Vilaine de Vitré jusqu'à Rennes, de relier la Vilaine à  la Mayenne par un canal de jonction (voir canal Mayenne-Vilaine) mais ce projet n'a pas abouti.
Un petit tronçon de 2,4 km a été déclassé en 1957, en amont de Mayenne jusqu'au moulin de Brives. La Mayenne est donc navigable sur 122 km.
Afin d'entretenir la rivière en tant que voie navigable dans le département de la Mayenne, des travaux ordonnés par le conseil général sont entrepris tous les trois ans au cours desquels les écluses sont ouvertes afin d'abaisser artificiellement le niveau de la rivière pendant environ deux mois. Cette méthode est appelée « les écourues », elles ont lieu la plupart du temps en automne afin de ne pas perturber les activités touristiques. Les bateaux habituellement stationnés sur la Mayenne sont alors déplacés sur la Sarthe qui connait le même type de travaux l'année suivante.
On dénombre 45 écluses entre la ville de Mayenne et le confluent de la rivière avec la Sarthe. Elles sont au gabarit Becquey, 30 m sur 5,2 m. Le tirant d'air est de 3,5 m sauf à Laval où le pont de l'Europe a été construit trop bas, ce qui limite le tirant d'air à 2,7 m.
| N° | Nom                                  | Commune                     | PK     | coordonnées géographiques   |
| -- | ------------------------------------ | --------------------------- | ------ | --------------------------- |
| 1  | écluse de Mayenne                    | Mayenne                     | 0.745  | 48° 17′ 55″ N, 0° 37′ 12″ O |
| 2  | écluse de Saint-Baudelle             | Moulay                      | 3.53   | 48° 16′ 39″ N, 0° 37′ 44″ O |
| 3  | écluse de Grenoux                    | Commer                      | 7.53   | 48° 15′ 03″ N, 0° 39′ 04″ O |
| 4  | écluse de la Roche                   | Commer                      | 9.585  | 48° 14′ 27″ N, 0° 40′ 00″ O |
| 5  | écluse de Boussard                   | Martigné-sur-Mayenne        | 10.52  | 48° 14′ 03″ N, 0° 40′ 27″ O |
| 6  | écluse de Corçu                      | Martigné-sur-Mayenne        | 13.12  | 48° 13′ 24″ N, 0° 41′ 54″ O |
| 7  | écluse de Bas-Hambert                | Martigné-sur-Mayenne        | 14.395 | 48° 12′ 49″ N, 0° 42′ 08″ O |
| 8  | écluse des Communes                  | Martigné-sur-Mayenne        | 15.205 | 48° 12′ 31″ N, 0° 42′ 34″ O |
| 9  | écluse du Port                       | Sacé                        | 16.005 | 48° 12′ 05″ N, 0° 42′ 41″ O |
| 10 | écluse de la Nourrière               | Sacé                        | 17.435 | 48° 11′ 31″ N, 0° 43′ 18″ O |
| 11 | écluse de la Verrerie                | Sacé                        | 18.38  | 48° 11′ 15″ N, 0° 43′ 53″ O |
| 12 | écluse de la Richardière             | Montflours                  | 19.295 | 48° 11′ 00″ N, 0° 44′ 27″ O |
| 13 | écluse de la Fourmondière supérieure | Montflours                  | 19.935 | 48° 10′ 41″ N, 0° 44′ 38″ O |
| 14 | écluse de la Fourmondière inférieure | Montflours                  | 20.26  | 48° 10′ 33″ N, 0° 44′ 46″ O |
| 15 | écluse du Moulin-Oger                | Montflours                  | 20.985 | 48° 10′ 12″ N, 0° 44′ 57″ O |
| 16 | écluse de l'Âme                      | Saint-Jean-sur-Mayenne      | 23.03  | 48° 09′ 26″ N, 0° 44′ 49″ O |
| 17 | écluse de la Maignannerie            | Saint-Jean-sur-Mayenne      | 24.85  | 48° 08′ 37″ N, 0° 45′ 04″ O |
| 18 | écluse de Boisseau                   | Saint-Jean-sur-Mayenne      | 27.495 | 48° 07′ 21″ N, 0° 45′ 13″ O |
| 19 | écluse de Belle-Poule                | Changé                      | 30.22  | 48° 06′ 26″ N, 0° 46′ 44″ O |
| 20 | écluse de Bootz                      | Laval                       | 33.9   | 48° 04′ 52″ N, 0° 46′ 15″ O |
| 21 | écluse de Laval                      | Laval                       | 35.19  | 48° 04′ 11″ N, 0° 46′ 11″ O |
| 22 | écluse d'Avesnières                  | Laval                       | 36.305 | 48° 03′ 38″ N, 0° 45′ 46″ O |
| 23 | écluse de Cumont                     | L'Huisserie                 | 39.15  | 48° 02′ 18″ N, 0° 45′ 43″ O |
| 24 | écluse de Bonne                      | L'Huisserie                 | 42.74  | 48° 00′ 44″ N, 0° 44′ 26″ O |
| 25 | écluse du Port-Reingeard             | L'Huisserie                 | 44.39  | 47° 59′ 53″ N, 0° 44′ 27″ O |
| 26 | écluse de Persigand                  | L'Huisserie                 | 45.525 | 47° 59′ 19″ N, 0° 44′ 27″ O |
| 27 | écluse de Briassé                    | Origné                      | 48.855 | 47° 58′ 06″ N, 0° 43′ 24″ O |
| 28 | écluse de la Bénâtre                 | Origné                      | 51.59  | 47° 57′ 00″ N, 0° 43′ 13″ O |
| 29 | écluse de la Fosse                   | Origné                      | 53.55  | 47° 56′ 12″ N, 0° 42′ 34″ O |
| 30 | écluse de la Rongère                 | La Roche-Neuville           | 59.72  | 47° 54′ 32″ N, 0° 42′ 37″ O |
| 31 | écluse de Neuville                   | La Roche-Neuville           | 62.61  | 47° 53′ 24″ N, 0° 41′ 38″ O |
| 32 | écluse de Roche-du-Maine             | La Roche-Neuville           | 66.07  | 47° 51′ 51″ N, 0° 41′ 44″ O |
| 33 | écluse de Mirvault                   | Château-Gontier-sur-Mayenne | 68.685 | 47° 50′ 34″ N, 0° 42′ 13″ O |
| 34 | écluse de Pendu                      | Château-Gontier-sur-Mayenne | 71.695 | 47° 49′ 05″ N, 0° 41′ 56″ O |
| 35 | écluse de la Bavouze                 | Ménil                       | 75.94  | 47° 47′ 36″ N, 0° 40′ 11″ O |
| 36 | écluse de Ménil                      | Ménil                       | 77.825 | 47° 46′ 38″ N, 0° 40′ 18″ O |
| 37 | écluse de Fourmusson                 | Ménil                       | 82.98  | 47° 45′ 39″ N, 0° 39′ 14″ O |
| 38 | écluse de la Jaille-Yvon             | La Jaille-Yvon              | 87.18  | 47° 43′ 24″ N, 0° 40′ 07″ O |
| 39 | écluse du Petit-Chenillé             | La Jaille-Yvon              | 90.11  | 47° 42′ 04″ N, 0° 40′ 09″ O |
| 40 | écluse de La Roche-Chambellay        | Chambellay                  | 93.62  | 47° 40′ 40″ N, 0° 41′ 18″ O |
| 41 | écluse de Montreuil                  | Montreuil-sur-Maine         | 97.08  | 47° 39′ 08″ N, 0° 41′ 48″ O |
| 42 | écluse de Grez-Neuville              | Grez-Neuville               | 103.58 | 47° 36′ 15″ N, 0° 41′ 11″ O |
| 43 | écluse de la Roussière               | Longuenée-en-Anjou          | 108.72 | 47° 34′ 28″ N, 0° 38′ 55″ O |
| 44 | écluse de Sautré                     | Montreuil-Juigné            | 111.25 | 47° 34′ 04″ N, 0° 37′ 20″ O |
| 45 | écluse de Montreuil-Belfroy          | Montreuil-Juigné            | 116.33 | 47° 32′ 02″ N, 0° 35′ 41″ O |

## Hydrologie
Malgré des précipitations assez abondantes, le régime (pluvial océanique) de la Mayenne est irrégulier à cause de l'imperméabilité des grès, granits et schistes qui forment son bassin. Ainsi, pour un débit moyen de 39 m3/s avant la confluence avec l'Oudon, les étiages de la rivière peuvent être très bas (4 m3/s à Laval), les crues soutenues (200 m3/s dans cette même ville et plus de 800 m3/s à Chambellay).

### La Mayenne à Chambellay
Le débit de la Mayenne a été observé durant une période de 44 ans (1965-2008), à Chambellay, localité du département de Maine-et-Loire, située en amont du confluent avec la Sarthe, juste en amont du débouché de l'Oudon. À cet endroit, le bassin versant de la rivière est de 4 160 km2 sur un total de 5 820 km2, soit moins des trois quarts de l'entièreté du bassin (71,5 %), et sans les débits dus à l'Oudon, son affluent principal.
Le module de la rivière à Chambellay est de 39,3 m3/s ce qui correspond à plus de 50 m3/s pour la totalité du bassin.
La Mayenne présente des fluctuations saisonnières de débit assez importantes, plus marquées que dans les bassins voisins de la Sarthe, de l'Huisne et du Loir, alternant les hautes eaux d'hiver, au débit mensuel moyen de 62 à 90 m3/s de décembre à mars inclus (maximum en janvier), avec des basses eaux d'été de juillet à septembre, entraînant une baisse du débit moyen mensuel jusqu'au niveau de 7,53 m3/s au mois d'août.

### Étiage ou basses eaux
Le VCN3 peut chuter jusque 1,1 m3/s, en cas de période quinquennale sèche.

### Crues
Les crues peuvent être importantes, aggravées par l'imperméabilité des sols. Le débit instantané maximal enregistré à cet endroit a été de 824 m3/s le 17 novembre 1974, tandis que la valeur moyenne journalière maximale était de 798 m3/s le 29 octobre 1966. Les QIX 2 et QIX 5 valent respectivement 350 et 510 m3/s. Le QIX 10 est de 620 m3/s et le QIX 20 de 720 m3/s. Quant au QIX 50, il se monte à 850 m3/s. Les probabilités de crue importante sont au moins équivalentes à celles de l'Yonne et supérieures à celles de la Marne à Paris.

### Lame d'eau et débit spécifique
La lame d'eau écoulée dans le bassin de la Mayenne est de 297 millimètres annuellement, ce qui est à peine inférieur à la moyenne française tous bassins confondus (330 millimètres par an). La lame d'eau de la Mayenne est nettement supérieure à celle des bassins de la Sarthe (202 mm/an à Saint-Denis d'Anjou) et du Loir (129 mm/an à Durtal), mais également supérieure à celle de l'ensemble du bassin versant de la Loire (260 millimètres par an). Le débit spécifique (ou Qsp) se monte à 9,4 litres par seconde et par kilomètre carré de bassin.

## Énergie électrique
Après les années 1960, 24 microcentrales hydroélectriques, dont 17 gérées par EDF, sont aménagées le long de la rivière Mayenne. Les aménagements hydroélectriques réalisés par EDF l'ont été entre 1959 et 1965 à titre d’essais pour des équipements dans d’autres rivières mais qui ne sont jamais venus. Les hauteurs de chute, comprises entre 1,50 et 2,76 m, classent ces ouvrages dans la catégorie « très faibles chutes d’eau ». Le fonctionnement des centrales n’influe que très peu sur les conditions de débit du cours d’eau. Elles fonctionnent en permanence tant que le débit est égal ou supérieur à 12 m3/s (soit du 1er novembre au 30 avril en année normale).
En 1972, le conseil général de la Mayenne décide de la construction du barrage de Saint-Fraimbault-de-Prières sur la commune de Saint-Fraimbault-de-Prières. L'objectif était de soutenir le faible débit de la Mayenne à certaines périodes de l'année, afin de satisfaire les besoins en eau potable. Une petite usine hydroélectrique installée sur le barrage permet à EDF de produire 4,5 millions de kWh.
Depuis la modernisation des installations hydroélectriques, les écluses mayennaises produisent 1 à 2 % de la consommation électrique départementale, soit environ 3 200 foyers.

### La modernisation des installations hydroélectriques
En 2007, le conseil général, propriétaire des barrages, a souhaité renouveler 16 installations hydroélectriques pour moderniser les machines et améliorer leur production. Ce projet a été mené avec l’aide de la Société hydraulique d’études et de missions d’assistances (SHEMA), une filiale d’EDF, gérante des installations de production.
Le développement a été étalonné en trois phases : la première, en 2007, de façon expérimentale sur le site de l’écluse du Moulin Laroche ; la seconde, en 2008, à l’écluse de l’Âme ; puis entre 2013 et 2015, les 14 autres sites sont également modernisés.
La SHEMA a remplacé 16 turbines Kaplan de type « siphon » par des turbines VLH (very low head, très basses chutes) développées par l’entreprise MJ2 Technologies. Ces nouvelles turbines permettent d’améliorer la productivité des installations d'environ 50 % tout en étant ichtyophiles. La mortalité piscicole, notamment des anguilles, est désormais presque nulle du fait de la faible vitesse de rotation.
Compte tenu du coût d’investissement important pour la SHEMA (14 millions d’euros), la durée d’autorisation d’exploitation a d’emblée été fixée à 40 ans. La production s’inscrit dans le décompte des ressources d’énergies renouvelables départementales. La production électrique moyenne annuelle est estimée à 14 GWh ce qui représente environ 1 % de la consommation électrique départementale.
| Numéro           | Nom                                  | Coordonnées kilométriques (km) | Date             | Commune                | Débit d'eau (m3/s) | Chute nominale (m) | Capacité (kW) |
| 2                | écluse de Saint-Baudelle             | 3.53                           | 2015             | Saint-Baudelle         | 12.16              | 1.98               | 173           |
| 3                | écluse de Grenoux                    | 7.615                          | 2015             | Commer                 | 11.50              | 1.80               | 149           |
| 4                | écluse de la Roche                   | 9.690                          | 2009             | Commer                 | 11.30              | 1.62               | 140           |
| 5                | écluse de Boussard                   | 10.645                         | 2015             | Martigné-sur-Mayenne   | 11.50              | 1.84               | 152           |
| 6                | écluse de Corçu                      | 13.270                         | 2015             | Martigné-sur-Mayenne   | 12.78              | 2.16               | 198           |
| 7                | écluse de Bas Hambers                | 14.570                         | 2015             | Martigné-sur-Mayenne   | 10.44              | 1.50               | 113           |
| 8                | écluse des Communes                  | 15.375                         | 2015             | Martigné-sur-Mayenne   | 13.00              | 2.59               | 244           |
| 9                | écluse de Port                       | 16.210                         | 2015             | Sacé                   | 11.50              | 1.82               | 151           |
| 10               | écluse de la Nourrière               | 17.660                         | 2015             | Sacé                   | 12.16              | 2.00               | 176           |
| 11               | écluse de la Verrerie                | 18.615                         | 2015             | Sacé                   | 12.16              | 1.99               | 174           |
| 12               | écluse de la Richardière             | 19.540                         | 2015             | Montflours             | 13.00              | 2.71               | 260           |
| 13               | écluse de la Fourmondière Supérieure | 20.195                         | 2015             | Montflours             | 13.00              | 2.76               | 260           |
| 14               | écluse de la Fourmondière Inférieure | 20.525                         | 2015             | Montflours             | 13.00              | 2.70               | 255           |
| 15               | écluse de Moulin Oger                | 21.240                         | 2015             | Montflours             | 12.16              | 2.04               | 178           |
| 16               | écluse de l'Âme                      | 23.280                         | 2007             | Saint-Jean-sur-Mayenne | 11.30              | 1.73               | 145           |
| 17               | écluse de la Maignannerie            | 25.100                         | 2015             | Saint-Jean-sur-Mayenne | 12.16              | 2.01               | 176           |
| Puissance totale | Puissance totale                     | Puissance totale               | Puissance totale | Puissance totale       | Puissance totale   | Puissance totale   | 2 944         |

## Îles
- Île de Sainte-Apollonie, à Entrammes
- Île de Montgiroux, à Martigné-sur-Mayenne
- Île du Moulin Oger, à Montflours
- Île de la Roche, à Loigné-sur-Mayenne